# Kärlekens offer (film, 1912)
Kärlekens offer är en svensk film från 1912 i regi av Poul Welander. 

## Om filmen
När filmen var klar fick produktionbolaget problem med censuren, filmen klipptes ner från 903 till 511 m. I USA visades filmen under titeln The Flirt, troligen oklippt.

## Roller
- Arvid Ringheim - Berg, fabrikör
- Ingeborg Rasmussen - Hans fru
- Ida Nielsen - Ruth, deras dotter
- Nicolay Breckling - Edvin Holm, ingenjör
- Aage Colding - Herr Frank
- Philippa Frederiksen - varietéartist